# غمر (تكنولوجيا)
الغمر هو مصطلح عام يُستخدم عادةً للإشارة إلى المعدات والتكنولوجيا والطرق المستخدمة في علم الأحياء البحرية وجيولوجيا قاع البحر وصناعات استخراج النفط والغاز داخل البحر والتعدين في قاع البحر وطاقة الرياح البحرية.

## النفط والغاز
تقع حقول النفط والغاز تحت العديد من المياه المحلية والمناطق البحرية حول العالم، وفي صناعة النفط والغاز يتصل المصطلح الغمر بعمليات الاكتشاف والتنقيب وتطوير حقول النفط والغاز في المواقع تحت الماء.
وتشير معدات مجال النفط تحت الماء بوجه عام إلى استخدام البادئة الغمر مثل بئر غمرية, وحقل غمري, ومشروع غمريومنشأة غمرية.
وعادةً ما تنقسم منشأة حقول النفط الغمرية إلى فئتي المياه الضحلة والمياه العميقة وذلك للتمييز بين المعدات والطرق المختلفة اللازمة في عملية الاستخراج.
يُستخدم المصطلح المياه الضحلة أو الإفريز لوصف أعماق المياه الضحلة حيث تتواجد المنشآت في القاع مثل استخدام حفارات نقالة للتنقيب وهياكل بحرية مثبتة وحيث يمكن احتمال غطس التشبع.
أما عن مصطلح المياه العميقة فهو عادةً ما يُستخدم للإشارة إلى المشروعات البحرية التي تقع داخل أعماق المياه بما يقرب من 183 متر (600 قدم)، حيث تُستخدم مراكب عمليات التنقيب البحرية والمنصات النفطية البحرية العائمة ويتطلب الأمر استخدام مركبات تعمل تحت الماء عن بُعد حيث إن الغطس البشري لن يكون عمليًا.
ويمكن إرجاع اكتمال المهام الغمرية إلى عام 1943 حيث تم إكمال بحيرة إيري على عمق مياه وصل إلى 10.50 متر (35 قدمًا). وقد كان البئر على أرض تشبه شجرة الكريسماس الذي يتطلب تدخل غواص ليقوم بتثبيته وصيانته ووضع وصلات خط التدفق.
أنجزت شركة شل للنفط أول بئر غمري لها في خليج المكسيك عام 1961
وقد تطور أول جهاز ضغط لدفع الماء عالي الجودة كان قادرًا على العمل تحت عمق 1525 متر (5.000 قدم) عام 2010 باستخدام أنظمة نفاثة متطورة (بالإنجليزية: Jet Edge)‏ وأنظمة لتدفق الماء (بالإنجليزية: Chukar Waterjet)‏. وقد استخدم هذا الجهاز لإزالة الهيدرات التي تقوم بسد جهاز الحصر في موقع مدّ النفط في الخليج.

### الأنظمة
يمكن أن تتراوح أنظمة الإنتاج الغمري في صعوبتها من البئر المتصل بقمر صناعي واحد المزود بخط تدفق متصل بمنصة نفطية بحرية ثابتة أو وحدة تخزين وتفريغ الإنتاج العائمة (FPSO) أو التثبيت على الشاطئ إلى آبار متعددة على قالب أو مجمعة حول مَشعَب والتي يتم نقلها إلى جهاز عائم أو ثابت أو مباشرةً إلى وحدة التجهيزات على الشاطئ.
يمكن استخدام أجهزة الإنتاج الغمرية لتطوير الخزانات أو أجزاء منها والتي تتطلب التنقيب عن الآبار في أكثر من موقع واحد. وبطبيعة الحال يمكن أن تؤدي ظروف المياه العميقة، أو حتى ظروف المياه فائقة العمق، أيضًا إلى تطوير أي حقل باستخدام وسائل أجهزة الإنتاج الغمرية؛ لأنه يُحتمل أن تكون معدات الأسطح التقليدية مثل السترة المكدسة بالصلب إما غير قابلة للتحمُّل من الناحية الفنية أو غير اقتصادية بسبب عمق المياه.
يتطلب تطوير حقول الغاز والنفط الغمرية معدات خاصة، حيث يجب أن تكون المعدات موثوقة بشكل كافٍ للحفاظ على البيئة وملائمة لاستغلال الهيدروكربونات في قاع البحر اقتصاديًا. ويتطلب انتشار مثل هذه المعدات مراكب مخصصة لذلك وباهظة الثمن، والتي تحتاج إلى أن تُجهز مع جهاز للغطس و لمعدات العمل في الأعماق الضحلة نسبيًا (أي لبضع مئات الأقدام كحد أقصى) والمعدات الآلية بالنسبة للمياه الأكثر عمقًا. لذا فإنه من الطبيعي أن تكون أي مواصفات خاصة بأي معدات غمرية يتم تركيبها للإصلاح أو التدخل في أعماق البحر باهظة الثمن. ويمكن أن يؤدي هذا النوع من النفقات إلى إخفاق اقتصادي لأي منشآة بحرية غمرية.